# الخوف الأحمر
الخوف الأحمر هو حالة أعلى من الخوف واسع الانتشار من قبل المجتمع أو الدولة حول احتمال نهوض الشيوعية أو الأناركية أو اليسارية المتطرفة. يُستخدم هذا المصطلح غالبًا للإشارة إلى فترتين في تاريخ الولايات المتحدة بهذا الاسم.
تمحورت حالة الخوف الأحمر الأول الذي وقعت مباشرةً بعد الحرب العالمية الأولى حول تهديد محتمل من الحركة العمالية الأمريكية والثورة الفوضوية والراديكالية السياسية. أما بالنسبة للخوف الأحمر الثاني الذي وقع مباشرةً بعد الحرب العالمية الثانية، لقد كان مشغولًا بمفهوم الشيوعيين الوطنيين أو الأجانب الذين يتسللون أو يفسدون المجتمع الأمريكي أو الحكومة الفيدرالية.

## الخوف الأحمر الأول (1917-1920)
بدأ الخوف الأحمر الأول في أعقاب الثورة الروسية البلشفية في عام 1917 والسنوات الوطنية المكثفة للحرب العالمية الأولى كأنشطة لها علاقة بالفوضوية والاضطهاد الاجتماعي اليساري مما أدى إلى تفاقم التوترات القومية والاجتماعية والسياسية.
كتب عالم السياسة والعضو السابق في الحزب الشيوعي موراي ليفين أن الخوف الأحمر كان هستيريا معادية للراديكالية على مستوى البلاد أثارها الخوف والقلق المتصاعد من أن الثورة البلشفية في أمريكا كانت وشيكة أي أنها ثورة من شأنها أن تغير الكنيسة والمنزل والزواج والكياسة وطريقة الحياة الأمريكية.
أدت الصحف إلى تفاقم هذه المخاوف السياسية في المشاعر المعادية للأجانب لأن أنواع الفوضوية الراديكالية أصبحت شائعة كحلول محتملة للفقر غالباً من قبل المهاجرين الأوروبيين الجدد.
عندما دعم عمال الصناعة في العالم عدة إضرابات عمالية في عامي 1916 و 1917، صوَّرتهم الصحافة على أنها تهديدات راديكالية للمجتمع الأمريكي مستوحاة من محرضين عملاء أجانب يساريين. قال الناس الذين يقفون إلى جانب ادّعاء عمال الصناعة أن الصحافة تعمل على تحريف الإضرابات العمالية المشروعة قائلةً بأنها جرائم ضد المجتمع ومؤامرات ضد الحكومة ومؤامرات لتأسيس الشيوعية.
```
من ناحية أخرى، اعتبر المعارضون ذلك امتدادًا للأسس الراديكالية والفوضوية لعمال الصناعة في العالم التي تدعي أنه يجب أن يكون كل العمال موحّدين كطبقة اجتماعية وأن يُلغى كل من الرأسمالية ونظام الأجور.
[
2
]
```

في نيسان/أبريل من عام 1919، اكتشفت السلطات مؤامرة لإرسال 36 قنبلة إلى أعضاء بارزين في المؤسسة السياسية والاقتصادية الأمريكية وهم جي بي مورغان جونيور وجون روكفلر وقاضي المحكمة العليا أوليفر وندل هولمز والمدعي العام الأمريكي ألكسندر ميتشل بالمر ومسؤولي الهجرة.
في 2 حزيران/يونيو من عام 1919، انفجرت ثمانية قنابل في ثماني مدن في وقتٍ واحد. كان أحد الأهداف واشنطن العاصمة بالتحديد في بيت المدّعي العام الأمريكي بالمر حيث أدى الانفجار إلى مقتل المفجّر الذي أشارت الدلائل إلى أنه متطرف إيطالي أمريكي من فيلادلفيا وبنسلفانيا. بعد ذلك، أمر بالمر وزارة العدل الأمريكية بإطلاق غارات بالمر بين عامي 1919 و 1921.

## الخوف الأحمر الثاني (1947-1960)
وقع الخوف الأحمر الثاني بعد الحرب العالمية الثانية بين عامي 1939 و 1949 حيث كان معروفًا شعبيًا باسم المكارثية، وذلك تيمنًا بالسيناتور جوزيف مكارثي. تزامنت المكارثية مع تزايد الخوف الشعبي من التجسس الشيوعي نتيجةً لأوروبا الشرقية السوفيتية وحصار برلين بين عامي 1948 و 1949 والحرب الأهلية الصينية واعترافات بالتجسس لصالح الاتحاد السوفييتي مقدمةً من قبل عدد من كبار المسؤولين الحكوميين الأمريكيين والحرب الكورية.

## الأسباب الداخلية للخوف الشيوعي
إن أحداث أواخر الأربعينيات وأوائل الخمسينات ومنها محاكمة إثيل وجوليوس روزنبرغ في عام 1953 ومحاكمة الجزائر والستار الحديدي حول أوروبا الشرقية وأول اختبار للأسلحة النووية في الاتحاد السوفياتي، فاجأت الجمهور الأمريكي مؤثّرةً على الرأي العام حول الأمن القومي الأمريكي الذي بدوره التمس الخوف من هزيمة الاتحاد السوفياتي لهجوم الولايات المتحدة والخوف من الحزب الشيوعي للولايات المتحدة الأمريكية.
في لجنة الأنشطة غير الأمريكية في مجلس النواب، شهد أعضاء سابقون في الحزب الشيوعي في الولايات المتحدة الأمريكية وجواسيس من مفوّضية الناس للعلاقات الداخلية وهي إحدة الوكالات السوفياتية، وإليزابيث بنتلي وويتاكر تشامبرز بأن جواسيس سوفيات ومتعاطفين مع الشيوعيين قد اخترقوا الحكومة الأمريكية قبل وأثناء وبعد الحرب العالمية الثانية.
اعترف جواسيس أمريكيون آخرون بأعمال التجسس التي قاموا بها في الحالات التي انتهى فيها قانون التقادم بشأن ملاحقتهم. في عام 1949، تفاقم الخوف المناهض للشيوعية والخوف من الخونة الأمريكيين من قبل الشيوعيين الصينيين الذين فازوا بالحرب الأهلية الصينية ضد حزب الكومينتانغ الذي رعته الغرب وتأسيسهم لجمهورية الصين الشعبية والتدخل الصيني في الحرب الكورية في وقتٍ لاحق ضد حليف الولايات المتحدة في كوريا الجنوبية بين عامي 1950 و 1953.
كانت بعض الأحداث التي وقعت أثناء فترة الخوف الأحمر أيضًا ناتجةً عن صراع على السلطة بين مدير مكتب التحقيقات الفدرالي الذي يدعى إدغار هوفر ووكالة الاستخبارات المركزية. قام هوفر بتحريض بعض من تحقيقات أعضاء وكالة المخابرات المركزية الأمريكية مع التاريخ اليساري مثل كورد ماير.
يمكن أيضاً إرجاع هذا الصراع إلى الصراع الآخر بين هوفر وويليام دونوفان حيث يعود إلى الخوف الأحمر الأول، ولكن بشكلٍ خاص خلال الحرب العالمية الثانية.

## التاريخ
أصبحت الشيوعية إيديولوجية اقتصادية جذابة بحلول الثلاثينيات ولا سيما بين قادة العمال والنخب الفكرية. في عام 1940 وبعد فترةٍ وجيزة من بدء الحرب العالمية الثانية في أوروبا، أصدر الكونجرس الأمريكي قانون تسجيل الأجانب (الملقب بقانون سميث) مما جعل منها جريمة بحق التأييد المقصود والمتعمّد لها أو تقديم النصح أو تدريس الواجب والضرورة أو الرغبة أو الملاءمة للإطاحة بحكومة الولايات المتحدة أو أي دولة بالقوة أو العنف أو لأي شخص ينظّم أي جمعية تعلّم أو تنصح أو تشجع على هذا الإطاحة أو لأي شخص أن يصبح عضوًا أو تابعًا مع أي جمعية من هذا القبيل، وتتطلب التسجيل الإتحادي لجميع الرعايا الأجانب.
بالرغم من أن قانون سميث مان قد نُشر بشكلٍ أساسي ضد الشيوعيين إلا أنه استُخدم أيضًا ضد التهديدات السياسية اليمينية مثل البوند الألماني الأمريكي والخيانة العرقية المتصورة للسكان اليابانيين الأمريكيين.
في عام 1941 وبعد أن غزت ألمانيا النازية الاتحاد السوفياتي، أصبح الموقف الرسمي للحزب الحاكم مؤيدًا للحرب ومعارضًا للإضرابات العمالية في صناعة الأسلحة ودعم الجهود الحربية الأمريكية ضد دول المحور. ومع شعار «الشيوعية هي أميركية القرن العشرين»، أعلن رئيس مجلس الإدارة الذي يدعى إيرل براودر اندماج CPUSA في التيار السياسي الرئيسي. في المقابل، عارض حزب العمال الاشتراكي التروتسكي المشاركة الأمريكية في الحرب ودعم الإضرابات العمالية أو حتى في صناعة جهد الحرب. ولهذا السبب، أدين جيمس كانون وغيره من قادة الحزب الشيوعي بموجب قانون سميث.
في آذار/مارس عام 1947، وقّع الرئيس هاري ترومان على الأمر التنفيذي رقم 9835 حيث أنشأ برنامج «ولاء الموظفين الفيدرالي» الذي أنشأ مجالس مراجعة الولاء السياسي الذي حدد الأمريكية لموظفي الحكومة الفيدرالية، وأوصى بإنهاء أولئك الذين اعترفوا بالتجسس لصالح الاتحاد السوفياتي وكذلك بعض المشتبه بهم في كونهم غير أمريكيين. كما أنه كان قالبًا للعديد من أعمال الولاء للهيئات التشريعية في الولايات.
أجرت لجنة مجلس النواب المعنية بالأنشطة غير الأمريكية ولجان السيناتور جوزيف مكارثي تحقيقاتٍ شخصية حول الشيوعيين الأمريكيين وأدوارهم في التجسس (الحقيقي والخيالي) والدعاية والتخريب لصالح الاتحاد السوفياتي في هذه العملية للكشف عن الاتساع الغير عادي لشبكة التجسس السوفياتي في التسلل إلى الحكومة الفيديرالية؛ كما أطلقت هذه العملية الحياة السياسية الناجحة لريتشارد نيكسون وروبرت كينيدي بالإضافة إلى جوزيف مكارثي.
قدم السيناتور ماكاران قانون ماكاران للأمن الداخلي لعام 1950 الذي أقره الكونغرس الأمريكي والذي عدّل الكثير من القوانين لتقييد الحريات المدنية باسم الأمن. أعلن الرئيس ترومان أن هذا الفعل هو مهزلةٌ من شرعة الحقوق وخطوة طويلة نحو الشمولية لأنه يمثل تقييداً للحكومة لحرية الرأي. لقد استخدم حق النقض ضد هذا الفعل ولكن أُلغي حقه في النقض من قبل الكونغرس.
غيّر الخوف الأحمر الثاني بعمق أعصاب المجتمع الأمريكي حيث يٌنظر إلى توصيفاته الأخيرة على أنها تسهم في أعمال التجسس الشيوعي مثل فيلم ابني جون في عام 1952 الذي يتحدث عن شكوك الوالدين بأن ابنهما جاسوس.
احتوت الحسابات الوفيرة في الأشكال السردية على مواضيع التسلل والتخريب والغزو وتدمير المجتمع الأمريكي من قبل فكر غير أميركي. في أفلام الخيال العلمي مثل "The Thing" الذي أصدر في عام 1951، تكثر قصص البشر الغريبة حتى أن فريق البيسبول الذي يدعى سينسيناتي ريدز أعاد تسمية نفسه مؤقتًا باسم سينسيناتي ريدليز لتفادي الدلالات الخاسرة والمحفوفة بالمهارات المهنية المتأصّلة في لعب كرة.
في عام 1995، كشفت الحكومة الأمريكية عن تفاصيل مشروع فينونا بإثبات كبير لجمع المعلومات الاستخبارية والتجسس الصريح والتأثير السياسي من قبل الأمريكيين نيابةً عن الاتحاد السوفيتي منذ عام 1940 حتى عام 1980.